# Parafia św. Jana Nepomucena w Krostoszowicach
Parafia pw. Św. Jana Nepomucena w Krostoszowicach – katolicka parafia w dekanacie gorzyckim, istniejąca od 1 lipca 1991 roku.